# Evandro Agazzi

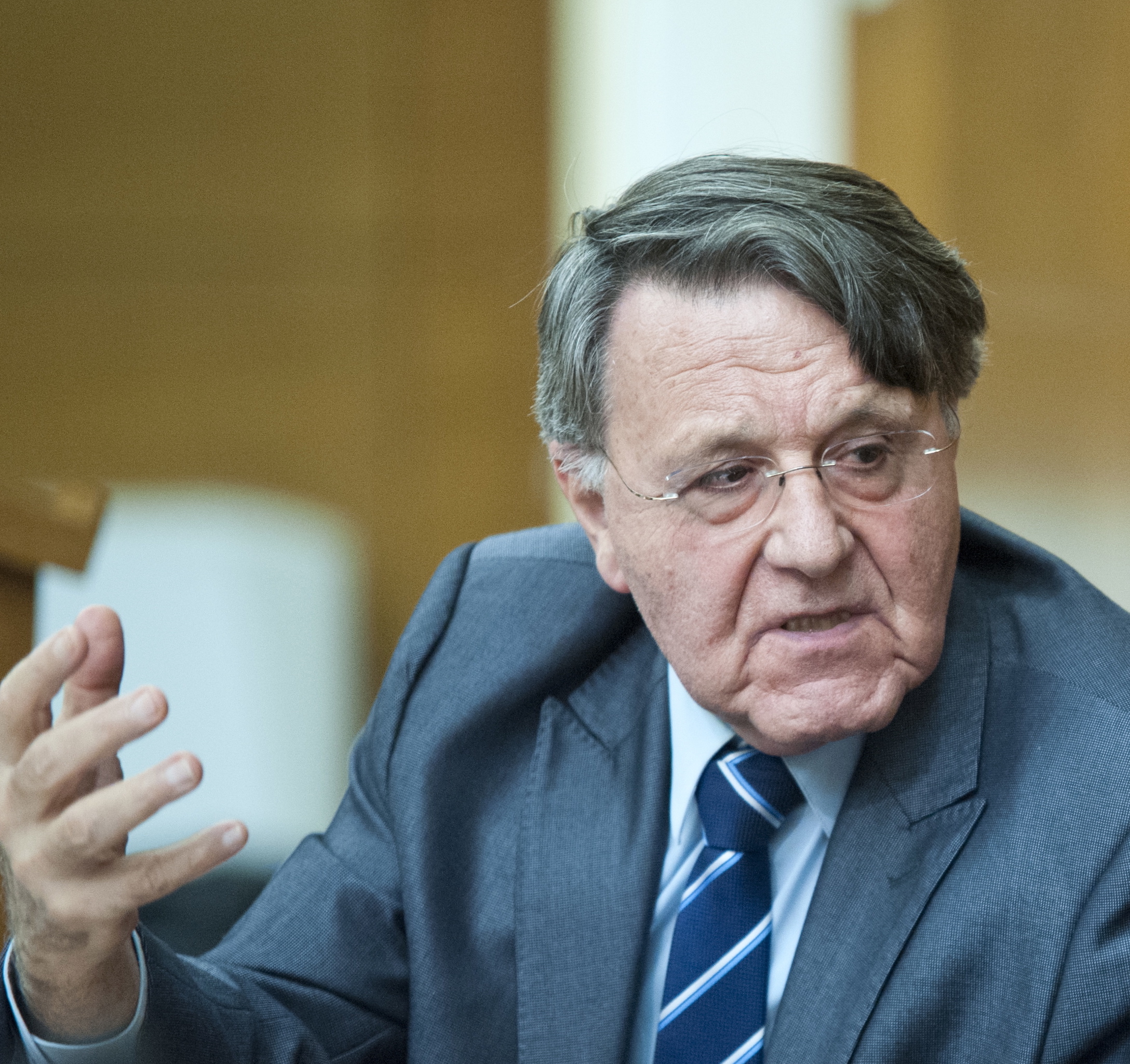
Evandro Agazzi (2014)

Evandro Agazzi (* 23. Oktober 1934 in Bergamo) ist ein italienischer Philosoph, Wissenschaftstheoretiker und Hochschullehrer.

## Leben und Wirken
Evandro Agazzi studierte von 1952 bis 1957 an der privaten „Katholische Universität vom Heiligen Herzen“ in Mailand Philosophie, Mathematik und Physik und promovierte dort 1957. Außerdem nahm er an Lehrveranstaltungen an der staatlichen Universität Mailand teil. Seine wissenschaftlichen Studien setzte er im Ausland an den Universitäten in Oxford, Marburg und Münster fort. Anschließend unterrichtete er Mathematik, mathematische Logik und Wissenschaftsphilosophie an den Universitäten in Mailand und Genua. Im Jahre 1970 erhielt er eine Professur für Wissenschaftsphilosophie an der Universität Genua, wo er seither forschte und lehrte. Einen weiteren Lehrauftrag erhielt Agazzi 1979 in der Schweiz an der Universität Fribourg und zwar für Philosophische Anthropologie, Naturphilosophie und Wissenschaftsphilosophie.
Durch seine überaus zahlreichen Veröffentlichungen in italienischer, englischer und deutscher Sprache erwarb er sich bald ein weltweites Ansehen als bedeutender Wissenschaftstheoretiker und Wissenschaftsphilosoph. Er wurde mit insgesamt 12 Ehrendoktorwürden verschiedener Universitäten geehrt und hielt nicht nur weltweit wissenschaftliche Vorträge, sondern hatte auch an mehreren ausländischen Universitäten Gastprofessuren inne. Außerdem wirkte er als Herausgeber bzw. Mitredakteur einiger wissenschaftstheoretischer Zeitschriften und Präsident in und ausländischer Fachvereinigungen.
Im Jahre 2022 verlieh die private Universidad Panamericana in Mexiko Evandro Agazzi, der seit 2001 auch die Staatsbürgerschaft Mexikos innehat, den Titel eines "National Professor Emeritus".

## Veröffentlichungen (Auswahl)
(nur in englischer und deutscher Sprache)
Monographien
- Weisheit im Technischen. Verlag Hans-Erni-Stiftung, Luzern 1986.
- Das Gute, das Böse und die Wissenschaft. Die ethische Dimension der wissenschaftlich-technologischen Unternehmung. Akademie-Verlag, Berlin 1995, ISBN 3-05-002663-4.
- Scientific objectivity and ist contexts. Springer, Cham/Heidelberg 2014, ISBN 978-3-319-04659-4

Aufsätze
- Glaube an das Wort oder Glaube an den Satz? In: Hans W. Bartsch (Hrsg.): Kerygma und Mythos. Bd. 6,6: Aspekte der Unfehlbarkeit (= Theologische Forschung, Bd. 56). Reich & Heidrich, Hamburg 1975, S. 131–138, ISBN 3-7924-0156-8.
- Eine Deutung der wissenschaftlichen Objektivität. In: Allgemeine Zeitschrift für Philosophie, Bd. 3 (1978), H. 3, S. 20–47.
- Gott angesichts der heutigen wissenschaftlichen Mentalität. In: Freiburger Zeitschrift für Philosophie und Theologie, Bd. 27 (1980), H. 1–2, S. 67–92.
- A systems-theoretic approach to the problem of the responsibility of science. In: Zeitschrift für allgemeine Wissenschaftstheorie, Bd. 18 (1987), S. 30–49.
- Logic and Methodology of Empirical Sciences. In: ders. (Hrsg.): Modern logic – a survey (= Synthese library, Bd. 149). Reidel, Dordrecht 1991, S. 255–282, ISBN 90-277-1137-2.
- Historische Dimensionen der Wissenschaft und ihrer Philosophie. In: Hans Lenk (Hrsg.): Zur Kritik der wissenschaftlichen Rationalität. Zum 65. Geburtstag von Kurt Hübner. Alber, Freiburg im Breisgau 1986, S. 169–184, ISBN 3-495-47614-8.
- A systems-theoretic approach to the problem of responsibility of science. In: Journal for general philosophy of science, Bd. 18 (1987), H. 1–2, S. 30–49.
- The Universe as a Scientific and Philosophical Problem. In: ders. (Mithrsg.): Philosophy and the origin and evolution of the universe (= Synthese library, Bd. 217). Kluwer, Dordrecht 1991, S. 1–52, ISBN 0-7923-1322-4.
- Reductionism as Negation of the Scientific Spirit. In: ders. (Hrsg.): The problem of reductionism in science. Kluwer, Dordrecht 1991, S. 1–30, ISBN 0-7923-1406-9.
- Observability and Referentiality. In: ders. (Hrsg.): The reality of the unobservable. Observability, unobservability and their impact on the issue of scientific realism (= Boston studies in the philosophy and history of science, Bd. 215). Kluwer, Dordrecht 2000, S. 45–58, ISBN 0-7923-6311-6.
- What does „The Unity of Science“ mean? In: ders. (Hrsg., mit Jan Faye): The Problem of the Unity of Science. World Scientific, River Edge, N.J. 2001, S. 3–14, ISBN 981-02-4791-5.
- What is Complexity? In: ders. (Hrsg., mit Luisa Montecucco): Complexity and emergence. World Scientific, River Edge, N.J. 2002, S. 3–12, ISBN 981-238-158-9.
- Epistemology and the Social. A Feedback Loop. In: ders. (Hrsg.). Epistemology and the social (= Poznan studies in the philosophy of sciences and the humanities, Bd. 96). Rodopi, Amsterdam 2008, S. 19–32, ISBN 978-90-420-2421-2.
- Scientific knowledge and Christian faith, with particular consideration of evolution theories. In: Angelicum, Bd. 87 (2010), H. 1, S. 61–80.
- Consistency, truth and ontology. In: Studia logica, Bd. 97 (2011), H. 1, S. 7–29.
- „Intelligent Design“ as a Scientific and Metaphysical Concept. In: ders. (Hrsg., mit Fabio Minazzi): Evolutionism and religion. Mimesis, Milano 2011, S. 293–314, ISBN 978-88-575-0620-3.
- Meaning between sense and reference. Impact of semiotics on philosophy of science. In: Semiotica, Bd. 188 (2012), H. 1–4, S. 29–50.
- Science, Metaphysics, Religion. Re-opening the Horizons. In: ders. (Hrsg.): Science, Metaphysics, Religion. FrancoAngeli, Milano 2014, S. 17–46, ISBN 978-88-917-0924-0.
- The truth of theories and scientific realism. In: ders. (Hrsg.): Varieties of scientific realism. Objectivity and truth in science. Springer, Cham 2017, S. 49–68, ISBN 978-3-319-51607-3.
- Philosophy of Science and Ethics. In: Axiomathes, Bd. 28 (2018), H. 6, S. 587–602.
- The Interrelation of Natural and Human Sciences. In: ders. (Mithrsg.): Interpretationen einer gemeinsamen Welt von der Antike bis zur Moderne. Festschrift für Jure Zovko. LIT, Berlin 2022, S. 213–226, ISBN 978-3-643-91494-1.

Festschrift
- Bernard Schumacher (Hrsg.): Penser l’homme et la science. Essais en honneur du Professeur Evandro Agazzi à l'occasion de ses 60 ans. Éd. Univ., Fribourg 1996, ISBN 2-8271-0694-9.